# نادر كارة
نادر محمد كارة (مواليد 19 يناير 1980 في ليبيا) لاعب كرة قدم ليبي دولي يجيد اللعب في خط الهجوم .لعب لصالح نادي الأهلي طرابلس الليبي . ونادي الاولمبي بزاويه واعتزل لعب في 2014 في نادي الشط

## روابط خارجية
- نادر كارة على موقع قاعدة بيانات كرة القدم.إي يو (الإنجليزية)
- نادر كارة على موقع ناشيونال فوتبول تيمز (الإنجليزية)
- نادر كارة على موقع Soccerway.com (الإنجليزية)